# Chorebus griffithsi
Chorebus griffithsi är en stekelart som beskrevs av Zaykov 1984. Chorebus griffithsi ingår i släktet Chorebus och familjen bracksteklar. Inga underarter finns listade i Catalogue of Life.